# Salmo fibreni
 Salmo fibreni  ist eine Fischart aus der Familie der Lachsfische (Salmonidae), die endemisch im Lago di Posta Fibreno und dessen Zuflüssen in Mittelitalien vorkommt.

## Merkmale
Salmo fibreni erreicht eine Länge von bis zu 19,5 Zentimetern. Auch ausgewachsene Tiere behalten die Jugendzeichnung bei, die aus sieben bis elf großen dunklen vertikalen Balken besteht. Die Flanken tragen 15 bis 20 runde, augenähnliche rötliche bis dunkelbraune Flecken, die etwa die Größe des Auges erreichen. 

## Lebensweise
Die Laichzeit liegt im Dezember und Januar und damit vor derjenigen der lokalen Mittelmeer-Bachforellen (Salmo cetti). Die Eier werden in der Nähe der Unterwasserquellen abgelegt.

## Bedrohung
Salmo fibreni wird in der Roten Liste der gefährdeten Arten als gefährdet (Vulnerable) geführt, da ihr Lebensraum als bedroht gilt.